# Neenton
Neenton – osada w Anglii, w hrabstwie Shropshire. Leży 30 km na południowy wschód od miasta Shrewsbury i 198 km na północny zachód od Londynu.